# Perujsko-čilski oceanski jarek
Perujsko–čilski oceanski jarek, znan tudi kot Atacamski oceanski jarek, je oceanski jarek v vzhodnem Tihem oceanu, približno 160 kilometrov od obale Peruja in Čila . Doseže maksimalno globino 8065 metrov pod morsko gladino v Richards Deepu (23°10′45″S 71°18′41″W / 23.17917°S 71.31139°W) in je približno 5900 kilometrov dolg; njegova srednja širina je 64 kilometrov in pokriva širino okoli 590.000 kvadratnih kilometrov.
Jarek je meja med podrivajočo Nazca ploščo in prevladujočo južnoameriško ploščo.

## Geologija
Jarek je rezultat konvergentne meje, kjer se vzhodni rob oceanske Nazca plošče podriva (subdukcija) pod kontinentalno južnoameriško ploščo. Dva podmorska grebena znotraj Nazca plošče vstopita v subdukcijsko območje vzdolž tega jarka: greben Nazca in greben Juan Fernández.
Od »čilskega trojnega stika« do grebena Juan Fernández je jarek napolnjen z 2,0—2,5 km sedimentov, kar ustvarjajo ravno dno. Sedimenti so v glavnem turbiditi, ki so prepleteni z oceanskimi usedlinami gline, vulkanskega pepela in silikatne pelagične usedline. 
Perujsko-čilski jarek, plošča med območjem oceanskega jarka in pripadajočim vulkanskim lokom in zahodni rob osrednje andske planote (Altiplano), razmejujejo dramatično "bolivijsko oroklino", ki definira andski nagib južnega Peruja, severnega Čila in Bolivije.

## Oceanografija
Večino časa pasatni vetrovi poganjajo površinske vode na morju blizu ekvatorja, ki potiskajo Humboldtov tok od konca južnega Čila do severa Peruja. Ta tok je povezan z dvigom bogatih hranil iz globin ob obalo Peruja . El Niño moti običajni vzorec vetra in zmanjša dvig. Posledično izguba hranil povzroči pomor rib.

## Povezana seizmičnost
Subdukcija Nazca plošče pod južnoameriško ploščo vzdolž perujsko-čilskega jarka je povezana s številnimi potresi. Več teh potresov je bilo močnih, povezanih s cunamiji in / ali zemeljskimi plazovi.
- 1570 Concepcion: Mw ~8,3
- 1687 Peru : Mw ~8,7
- 1730 Valparaíso Ms ~8,7
- 1746 Lima–Callao : Mw ~8,7
- 1868 Arica: Mw ~9,0
- 1877 blizu obale Tarapaca, Čile:[3] Mw ~8,3
- 1906 Valparaíso
- 1942 Peru : Mw 8,2 s cunamijem. Dimenzije in epicenter podoben kot pri potresu leta 1996.
- 1960 Valdivia : z Mw 9,5, najmočnejši kdaj koli zabeležen na Zemlji
- November 1960 Peru: ta dogodek je trajal zelo dolgo, kar je privedlo do znatnega neskladja med različnimi metodami računanja magnitude (Ms 6,75 vs Mw 7,8).
- 1970 Ancash : Ta Mw7,9 je sprožil plaz z velikimi količinami snega in ledu, pri čemer je umrlo ~68,000 ljudi.
- 2001 južni Peru : Mw 8,4
- 2005 Tarapacá : Mw 7,8
- 2007 Tocopilla : Mw 7,7
- 2007 Peru : Mw 8,0
- 2010 Chile : Mw 8,8 potres s cunamijem.
- 2010 Pichilemu : Mw 6,9
- 2014 Iquique : Mw 8,2
- 2015 Illapel : Mw 8,3